# Martin Ulander
Martin Ulander (ur. 23 lutego 1976) – szwedzki piłkarz występujący na pozycji pomocnika.

## Kariera klubowa
Karierę rozpoczął w 1993 roku w Jönköpings Södra IF, grającym w piątej lidze. W 1994 roku został graczem pierwszoligowego IFK Göteborg. Jego graczem był przez trzy sezony, jednak nie rozegrał tam żadnego spotkania. W 1997 roku odszedł do także pierwszoligowego Örgryte IS. W 2000 roku zdobył z nim Puchar Szwecji, a w 2002 roku zajął 3. miejsce w lidze.
Na początku 2004 roku przeszedł do duńskiego Aarhus GF, występującego w pierwszej lidze. Jego zawodnikiem był do końca sezonu 2004/2005. Następnie wrócił do IFK Göteborg. W 2005 roku wywalczył z nim wicemistrzostwo Szwecji, a w 2006 roku zakończył karierę.

## Kariera reprezentacyjna
W reprezentacji Szwecji zadebiutował 1 lutego 2001 w przegranym 0:1 meczu Mistrzostw Nordyckich z Finlandią. W latach 2001–2003 w drużynie narodowej rozegrał 4 spotkania.